# 特爾費爾縣 (喬治亞州)
特爾費爾縣（英語：Telfair County）是美國喬治亞州中南部的一個縣。面積1,150平方公里。根據美國2000年人口普查，共有人口11,794人。縣治麥克雷（McRae）。
成立於1807年12月10日。縣名紀念大陸會議成員、第十六任州長愛德華·特爾費爾（Edward Telfair）。